# Флусбах
Флусбах (нім. Flußbach) — громада в Німеччині, розташована в землі Рейнланд-Пфальц. Входить до складу району Бернкастель-Віттліх. Складова частина об'єднання громад Трабен-Трарбах.
Площа — 6,86 км2. Населення становить 419 ос. (станом на 31 грудня 2020).